# Codorna-mineira
Codorna-mineira (nome científico: Nothura minor) é uma espécie de ave da família dos tinamídeos, endêmica do Brasil. Mede até 19,5 cm. Também conhecida pelos nomes de codorna-mineira e buraqueira. Habitante dos cerrados e campos sujos; ocorrência de Minas Gerais a São Paulo, Goiás e Mato Grosso.
Seu nome popular em inglês é Lesser Nothura. É espécie cinegética.